# Mar Chiquita (Lagune)

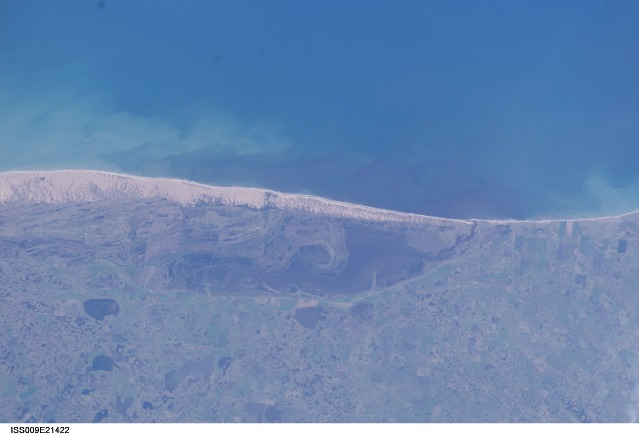
Mar Chiquita

Mar Chiquita ist eine Lagune in der südöstlichen Provinz Buenos Aires im östlichen Argentinien. Sie liegt an der Atlantikküste in der Umgebung des Badeorts Mar del Plata.
Zwischen 1968 und 1970 wurden an der Laguna Mar Chiquita acht Höhenforschungsraketen der Typen Arcas, zwei Raketen der Typen Orion-1 und eine Rakete des Typs Dragon (mit einer erreichten Höhe von 430 km) gestartet. Bis Ende 1976 wurde der Startplatz für Raketen des Typs Rocketsonde verwendet.